# دان راتوشنی
دان راتوشنی (انگلیسی: Dan Ratushny؛ زادهٔ ۲۹ اکتبر ۱۹۷۰) بازیکن هاکی روی یخ اهل کانادا است.
از باشگاه‌هایی که در آن بازی کرده‌است می‌توان به ونکوور کناکز اشاره کرد.